# Віра і Світло
«Віра і Світло» — міжнародний християнський рух спільнот, який об'єднує осіб розумово неповносправних, їхніх батьків та молодь-приятелів. Члени спільнот зустрічаються, щоб ділитися труднощами та радістю, святкувати та молитися, підтримувати одні одних, зростаючи у дружбі, вірі та любові; спільно беруть участь у літніх таборах, реколекціях, прощах.
В основі руху є віра в те, що кожна людина є цінною, має свою гідність і дари, якими може ділитися зі світом. Суть «Віри і Світла» – у  будуванні дружніх стосунків з людьми з розумовою неповносправністю. Приятелі руху не є соціальними працівниками, волонтерами; не є тими, які служать сім'ям – вони стараються творити дружні стосунки з людьми з особливими потребами. Бо дружити – означає приймати, любити, проводити час разом, поводитись з іншим, як з рівним, просто бути.
Людей з особливими потребами у Русі називають «друзями», а молодих людей, які творять з ними стосунок дружби, – «приятелями».
У спільноті ДРУЗІ, люди з особливими потребами, знаходять прийняття, можуть реалізовувати себе як особистості, розвивати свої таланти, мати друзів.
БАТЬКИ заново відкривають красу своїх дітей, мають підтримку, можуть відчути, що вони не є відкинутими суспільством, а їхні діти – це не покарання, а великий дар для інших.
МОЛОДІ ЛЮДИ знаходять справжню дружбу, прийняття й можливість по-іншому подивитися на своє життя і світ навколо.
У кожній спільноті також є КАПЕЛАН, який допомагає спільноті  духовно зростати у дусі любові й миру.
Рух «Віра і Світло» зародився під час міжнародної прощі до Люрду, яку організували у 1971 році Жан Ваньє та Марі-Елен Матьє у Франції. У цій прощі брали участь особи розумово неповносправні з різних країн світу, їхні батьки та молодь, яка приїхала дарувати свою дружбу та підтримку. Ця проща відбулась в особливій атмосфері радості, дружби та любові, об'єднавши 12 тисяч осіб. Після цього по цілому світі при різних парафіях люди продовжували зустрічатися у спільнотах.
На сьогодні існує 1420 спільнот у 86-х країнах на 5-ти континентах світу. 
Перша українська спільнота «Віра і Світло» утворилася у 1992 році у Львові. Заснувала цей рух у нас українка, яка народилася і виросла в Канаді, піаністка, викладачка університету – Зеня Кушпета. На піку творчого визнання, вона кардинально змінила життя, присвятивши його роботі з людьми з розумовою неповносправністю. Зараз існує вже 38 спільнот у різних містах України — Львові, Жовкві, Тернополі, Тячеві, Хусті, Ужгороді, Мукачево, Трускавці, Стрию, Івано-Франківську, Самборі, Дрогобичі. Є по 2 спільноти у Кам'янці — Подільському та Києві. Найсхідніша спільнота твориться у Мелітополі. 
Вся діяльність руху існує виключно завдяки підтримці жертводавців і добрих людей,
Секретаріат «Віри і Світла» в Україні в Центрі духовної підтримки осіб з особливими потребами «Емаус» при Українському католицькому університеті по вул. Іларіона Свєнціцького, 17 у м. Львові, 79011, Україна.